# Crenicara
Crenicara – rodzaj słodkowodnych ryb okoniokształtnych z rodziny pielęgnicowatych (Cichlidae).
Występowanie: dorzecze Amazonki

## Klasyfikacja
Gatunki zaliczane do tego rodzaju:
- Crenicara latruncularium Kullander & Staeck, 1990
- Crenicara punctulata (Günther, 1863)